# Parque nacional Dunas de Texel
El Parque nacional Dunas de Texel (en neerlandés: Nationaal Park Duinen van Texel) Es un parque nacional situado en la isla de Texel en Frisia parte de los Países Bajos. Todos los sistemas de dunas en el lado occidental de la isla y las llanuras costeras grandes tanto en los puntos norte y sur de la isla forman parte del parque. El parque cubre aproximadamente 43 kilómetros cuadrados y tiene su condición de parque nacional desde el año 2002. El centro de visitantes está ubicado en el Museo de Historia Natural EcoMare.
En 1927 el botánico Jac. P. Thijsse hizo un libro ilustrado sobre la flora y fauna de la isla, y señaló los principales valores ambientales del lugar.
Hay muchas rutas de senderismo que siguen, algunas señales ya sean de color rojo, de color amarillo, azul o verde, las vías verdes no son accesibles durante la temporada de cría de aves. Muchos senderos para bicicletas cruzan el parque también.